# 2024년 하계 올림픽 폐막식

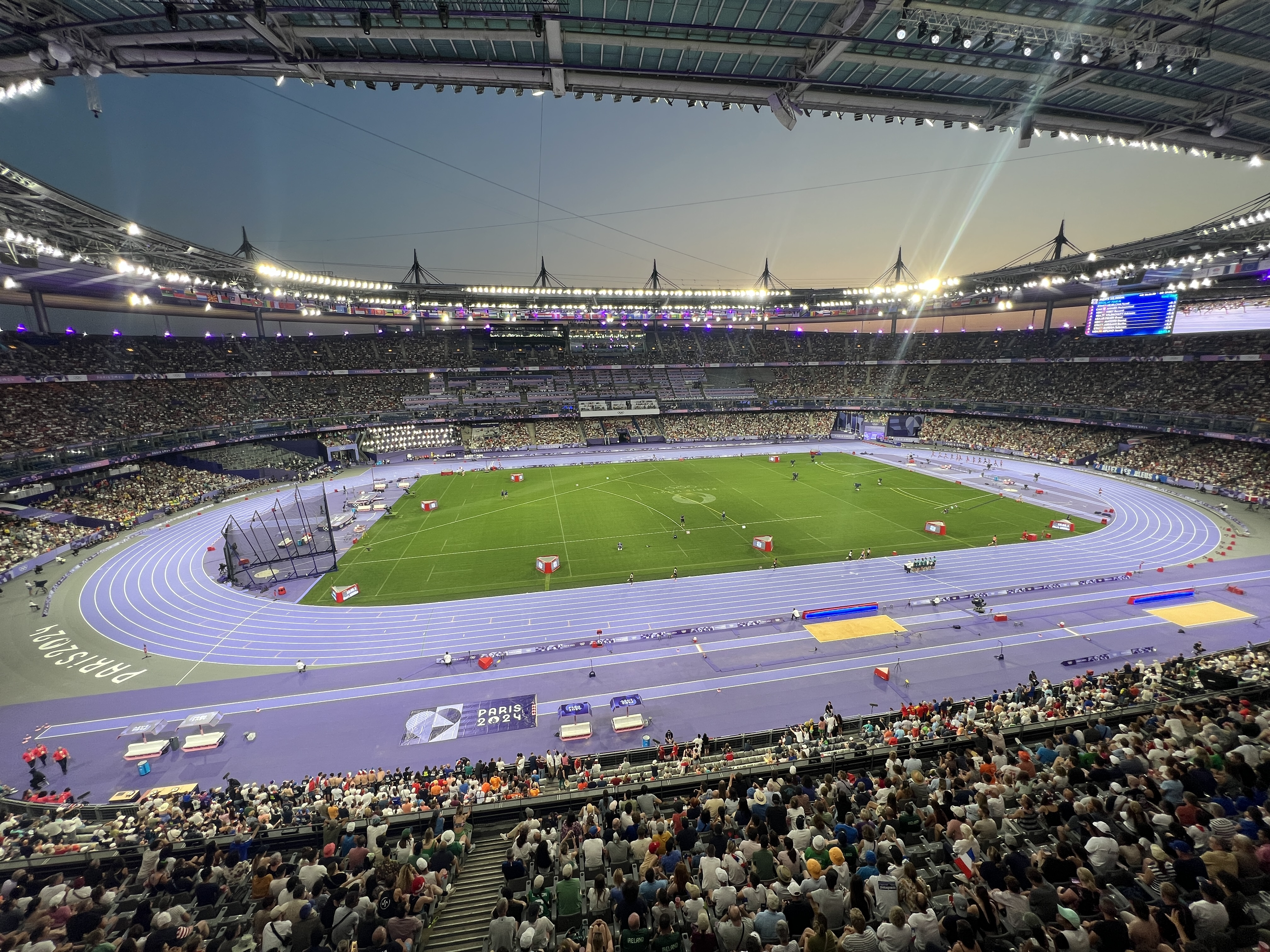
2024년 하계 올림픽 폐막식이 진행된 스타드 드 프랑스

2024년 하계 올림픽 폐막식은 2024년 8월 11일 스타드 드 프랑스에서 진행됐다. 시상식은 '레코드(Records)'라는 제목으로 진행되었으며 곡예사, 무용수, 서커스 예술가 등 100명 이상의 공연자들이 출연했다. 2023년 10월, 벤 윈스턴과 펄웰 73 프로덕션이 고용되어 15분짜리 LA 2028 핸드오버 프레젠테이션을 제작했다.
전통적인 올림픽 의례에 따라 이번 행사에서는 현재(프랑스)와 차기(미국) 개최국의 문화 프리젠테이션과 함께 국제 올림픽 위원회(IOC) 위원장인 토마스 바흐(Thomas Bach) 위원장과 올림픽 조직위원장의 폐막 연설이 진행되었다. 위원회 토니 에스탕게(Tony Estanguet)는 안 이달고(Anne Hidalgo) 파리 시장으로부터 2028년 하계 올림픽을 개최할 로스앤젤레스 시장 카렌 바스(Karen Bass)에게 올림픽 깃발을 공식적으로 전달하고 올림픽 성화를 꺼냈다.